# Johann Georg Mönckeberg (Mediziner)

J. G. Mönckeberg (1915)

Johann Georg Mönckeberg (* 5. August 1877 in Hamburg; † 22. März 1925 in Bonn) war ein deutscher Pathologe.

## Leben
Mönckeberg wurde als Sohn des Hamburger Senators und späteren Ersten Bürgermeisters Johann Georg Mönckeberg geboren. Er studierte Medizin an der Kaiser-Wilhelms-Universität in Straßburg. Hier wurde er 1896 Mitglied des Corps Suevia Straßburg. Er ergänzte sein Studium an der Albert-Ludwigs-Universität Freiburg und der Rheinischen Friedrich-Wilhelms-Universität Bonn.
1912 wurde er als Nachfolger von Otto Lubarsch Professor für Pathologie an der Akademie für Medizin in Düsseldorf. 1916 folgte er Hans Chiari auf dem Lehrstuhl für Pathologie an der Universität Straßburg. Später wurde er an die Eberhard Karls Universität Tübingen und die Rheinische Friedrich-Wilhelms-Universität Bonn berufen.
Nach ihm ist die Mönckeberg-Mediaverkalkung benannt.

## Werke

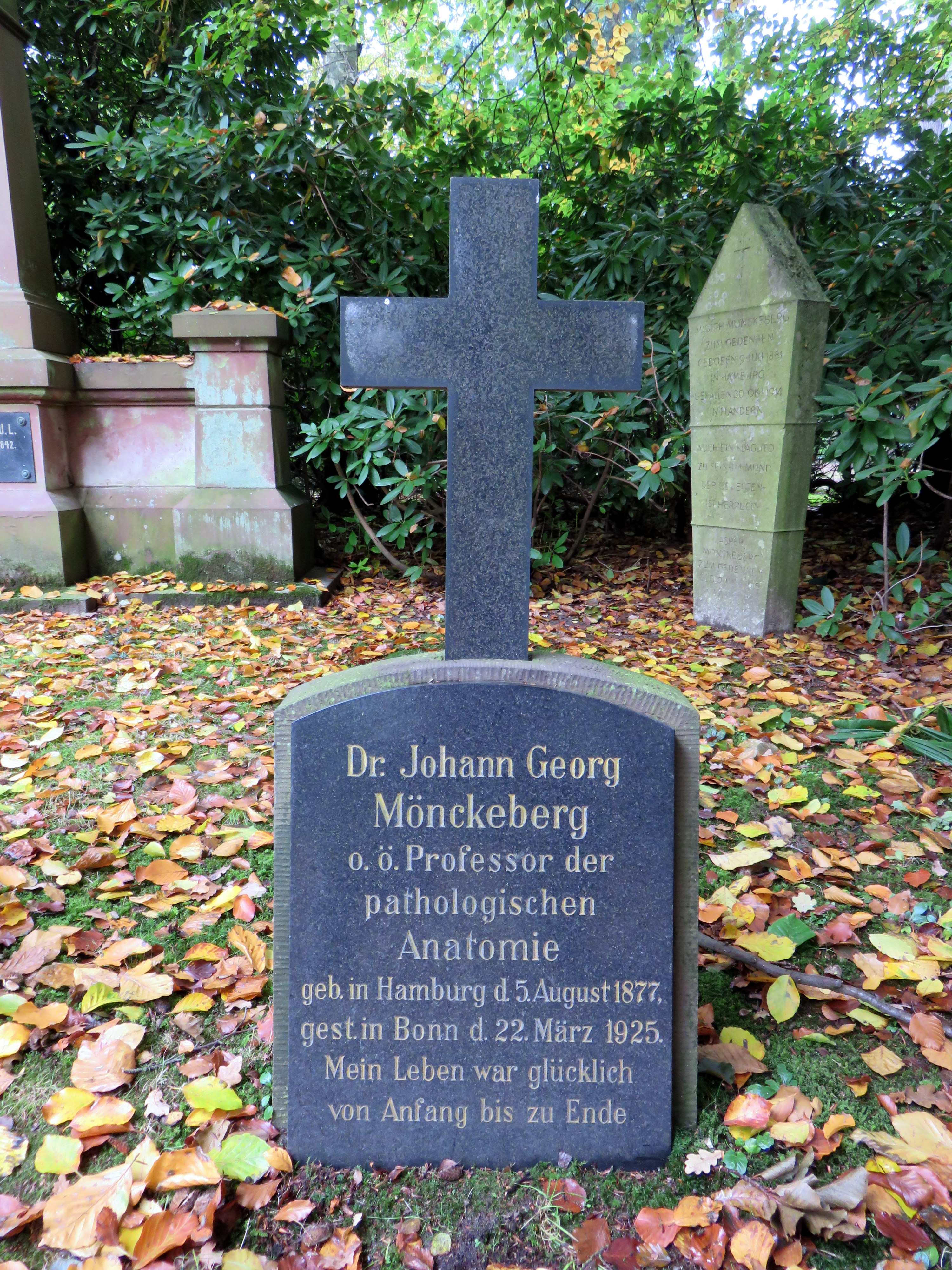
Mönckebergs Grab auf dem Ohlsdorfer Friedhof

- Die Degeneration der markhaltigen Nervenfasern der Wirbeltiere unter hauptsächlicher Berücksichtigung des Verhaltens der Primitivfibrillen. 1899.
- Untersuchungen über das Atrioventricularbündel im menschlichen Herzen. Jena 1908.
- Herzmissbildungen. Ein Atlas angeborener Herzfehler in Querschnitten mit besonderer Berücksichtigung des Atrioventrikularsystems. Jena 1912.
- Die anatomischen Grundlagen der normalen und pathologischen Herztätigkeit. Leipzig and Dresden: Verlag Theodor Steinkopff, 1919.
- Die Missbildungen des Herzens – Die Erkrankungen des Myokards und des spezifischen Muskelsystemss – Die Erkrankungen des Herzbeutelse, in: Handbuch der speziellen pathologischen Anatomie, Band 2. Berlin Wien 1924.
- Der funktionelle Bau des Säugetierherzens Herzmissbildungen und deren Folgen für den Kreislauf, in: Handbuch der normalen und pathologischen Physiologie, Band 7,1. Berlin 1926.